# Relationele en seksuele vorming
Seksuele voorlichting is het overbrengen van informatie met betrekking tot de seksualiteit van de mens. De Nederlandse overheid spreekt hierbij over het begrip seksuele en relationele vorming, waarvan seksuele voorlichting een onderdeel is. Het wordt in het Nederlands onderwijs ingezet als collectieve preventie van onbedoelde tienerzwangerschap en tegen het verspreiden van seksuele overdraagbare aandoeningen (soa's). Op sommige scholen wordt dit onderwerp in het lesprogramma opgenomen in een vak als biologie of godsdienst.

## Onderwerpen
In relationele en seksuele vorming kunnen onderwerpen aan de orde komen zoals:
- de verschillen tussen man en vrouw in lichaamsbouw (geslachtskenmerken)
- de verschillen in ontwikkeling en gevoelens
- de wijze van voortplanting (vaginale geslachtsgemeenschap, bevruchting)
- het genot van seks, waaronder masturbatie
- de gevaren van seksueel overdraagbare aandoeningen
- zwangerschap en het voorkomen van zwangerschap, anticonceptie
- de ontwikkeling van embryo en foetus en de geboorte van de baby
- verwachtingspatronen met betrekking tot seksualiteit
- meningsvorming over de waarde van ongeboren menselijk leven
- omgaan met seksualiteit en eenieders verantwoordelijkheid op dit vlak
- maatschappelijke normen en waarden
- afwijkende ideeën over seksualiteit
- het tegenspreken van onjuiste informatie over seksualiteit, zoals:
  - dat men van een tongzoen zwanger zou kunnen raken
  - dat men aids van een vieze toiletbril op zou kunnen lopen
  - dat men van de 'eerste keer' niet zwanger raakt
  - dat masturberen ongezond zou zijn

## Geschiedenis
In de Middeleeuwen waren bloot en seks nog alledaagse zaken. Dit veranderde met de reformatie, toen protestanten de katholieken beschuldigden van 'zedeloosheid'. De katholieken trokken zich dit aan en zo werd seks van iets alledaags tot een taboe-onderwerp, hetgeen in de 19e eeuw een hoogtepunt bereikte. Zelfs te vaak wassen werd afgeraden omdat dit wellicht seksuele gevoelens kon oproepen, kleding werd steeds bedekkender, en ook kermisbezoek werd ontmoedigd of verboden omdat dit tot losbandigheid en buitenechtelijke vrijpartijen zou leiden.
Tot rond 1960 was de seksuele moraal zo gesloten (spreken over seks was taboe) dat in veel gevallen de seksuele voorlichting volledig ontbrak. De ouders vertelden hun kinderen erg weinig (alleen dat seks vies was, en dat jongens met de handen boven de dekens moesten slapen), en ook op school werd geen seksuele voorlichting gegeven. Zo kwam het voor dat wanneer een vrouw trouwde ze nog niet wist dat ze van een tongzoen niet zwanger kon worden.
Door de seksuele revolutie, werd het taboe rond seksualiteit doorbroken. Het onderwerp was mede veel eenvoudiger geworden, omdat door de introductie van de anticonceptiepil een zwangerschap op een betrouwbare manier kon worden voorkomen. In Duitsland maakt seksuele voorlichting sinds de jaren 1970 deel uit de leerstof op school. Sinds 1992 is seksuele voorlichting er een wettelijke verplichting.
Sinds ongeveer 1985 heeft de opkomst van de ziekte aids een nieuwe impuls gegeven aan het belang van seksuele voorlichting. In veel Afrikaanse landen, waar grote delen van de bevolking met aids is besmet, wordt seksuele vorming als een onmisbaar deel van de volksgezondheid gezien. Toch zijn er nog zeer veel landen en streken waar seksualiteit nog steeds (met name voor meisjes) als vies geldt en iets waar je niet over spreekt.

## Relationele en seksuele vorming thuis
De relationele en seksuele vorming thuis begint bij eenvoudige vragen van het kind aan de ouders. Een kind zal al op heel jonge leeftijd vragen waar hij vandaan komt bijvoorbeeld. Dat kan al gauw een aanleiding zijn voor een ouder om te vertellen hoe het ongeveer zit. Eén methode is daarbij om er gewoon en ongedwongen over te spreken, net zoals andere onderwerpen met het opgroeien van het kind steeds uitgebreider besproken worden.
Maar niet alle ouders zal dat even gemakkelijk af gaan, omdat er in sommige culturen nog steeds een taboe rust op het openlijk spreken over seksualiteit. Sommige ouders zullen al dan niet terecht denken dat de kinderen er nog niet aan toe zijn. Door het gesprek hierover uit te stellen maken de ouders het zichzelf echter moeilijker. Daarnaast is het in het belang van het kind om vragen die het stelt te beantwoorden, op een manier die past bij het ontwikkelingsniveau van het kind.
Het is van belang dat kinderen voorbereid worden op de verandering in hun lichaam die vanaf het tiende jaar zullen gaan optreden. Zonder voorlichting kan het voor een meisje een grote schok zijn als ze op een dag voor het eerst ongesteld wordt (menstruatie). Hetzelfde geldt voor een jongen die met een natte broek wakker wordt (een natte droom). Bovendien is men beter op zijn hoede voor zaken als aids en ongewenste zwangerschap.
Veel mensen beginnen hun verhaal met de voortplanting van bloemen. De bij gaat van bloemetje naar bloemetje. De overstap naar mensen is dan snel gemaakt: "en bij mensen gaat dat ook zo". Sommige kinderen zijn echter nieuwsgierig en willen alles weten. Op de vraag "hoe dan?" kan worden geantwoord: "dat vertel ik wel als je achttien bent". Anderen menen dat men het beste er zo normaal en eerlijk mogelijk over kan praten, en doet dit dan ook. Een andere manier is een op kinderen gericht informatief boekje over seksualiteit kopen, en dit opzettelijk in huis rond te laten slingeren. Het kind zal dit dan lezen en zelf leren hoe seksualiteit in elkaar zit. Verder bestaan er veel jongerenbladen zoals Hitkrant die eveneens veel aandacht aan seksualiteit besteden.

## Relationele en seksuele vorming op school
Relationele en seksuele vorming op school vindt plaats bij diverse vakken, met name bij biologie. Soms worden mensen van buiten gehaald, bijvoorbeeld studenten geneeskunde of vrijwilligers die hiertoe speciaal zijn opgeleid. De voorlichting blijft op vele scholen beperkt tot louter technische informatie en wat theoretische verhalen. De leraar of lerares zal bijvoorbeeld wel benadrukken dat ter voorkoming van soa's het belangrijk is voorhuwelijkse betrekkingen en ontrouw te vermijden of dat een condoom kan bijdragen aan de preventie van deze aandoeningen, maar men zal niet gauw uitleggen hoe dat precies moet. Vaak is er bovendien weinig tijd voor relationele en seksuele vorming beschikbaar naast alle andere leerdoelen. Het 'leren respectvol om te gaan met seksualiteit en met diversiteit binnen de samenleving, waaronder seksuele diversiteit' is in Nederland sinds 2012 onderdeel van de kerndoelen. De Onderwijsraad vond aanpassing van de kerndoelen niet de aangewezen weg. Het benadrukken van één aspect als seksuele diversiteit zou geen recht zou doen aan de aard van de grote verscheidenheid aan opvattingen, levensovertuigingen en zijnswijzen. Daarnaast vond zij de gedachte voorstelbaar dat de leefwereld van de jongere kinderen nog te ver af staat van de betrokken problematiek. De Raad van State adviseerde dat een algemene benadering gericht op meerdere discriminatiegronden de voorkeur verdient, om de suggestie te vermijden dat andere vormen van discriminatie geen bijzondere aandacht behoeven. Er wordt wisselend gedacht over de vraag hoe ver de taak van de school om iets te doen aan relationele en seksuele vorming gaat.
In België zijn er verschillende verenigingen die relationele en seksuele vorming geven, zoals JongerenInfoLife, Pro Vita en Sensoa.